# Cofator de molibdénio

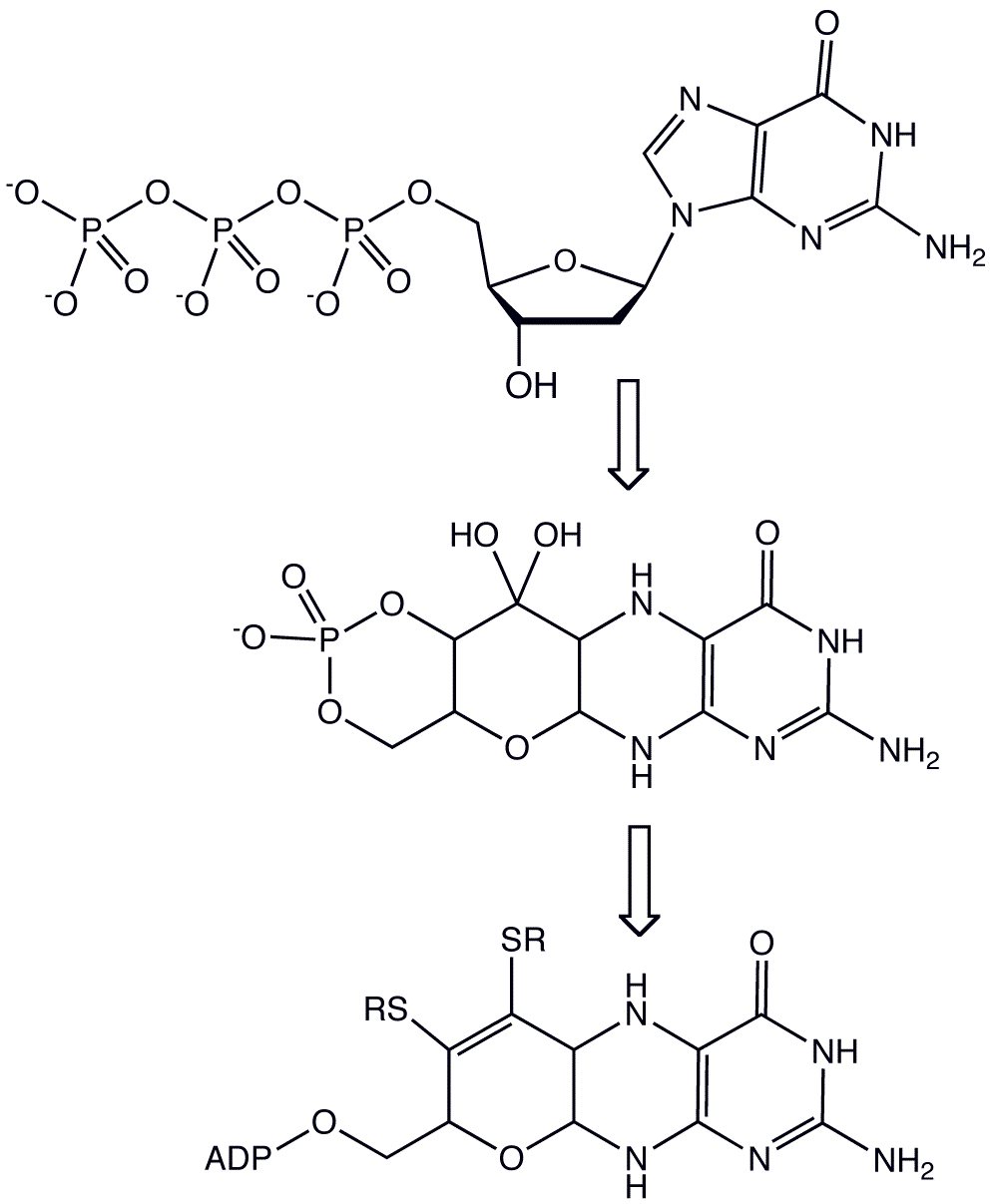
Alguns dos passos biossintéticos que conduzem à pterina de molibdénio, uma molibdopterina.

O cofator de molibdénio é um cofator necessário à atividade de enzimas como sulfito oxidase, xantina oxirredutase e aldeído oxidase.  É um composto de coordenação formado entre a molibdopterina (a qual apesar do nome não contém molibdénio) e um óxido de molibdénio.
As molibdopterinas, por seu lado, são sintetizadas a partir do trifosfato de guanosina (ver via sintética à direita).
O cofator de molibdénio funciona diretamente na etilbenzeno desidrogenase, gliceraldeído-3-fosfato ferredoxina oxirredutase e arsenato redutase.
Nos animais e plantas estas enzimas usam o molibdénio ligado ao sítio ativo por meio de um cofator de molibdénio tricíclico. Todas as enzimas que usam o molibdénio já identificadas na natureza usam este cofator, excetuando as filogeneticamente antigas nitrogenases de molibdénio, que fixam o azoto em algumas bactérias e cianobactérias.  As enzimas de molibdénio nas plantas e animais catalisam a oxidação e por vezes redução, de determinadas moléculas pequenas, como parte da regulação dos ciclos do azoto, enxofre e carbono.